# Digitales Oberösterreichisches Raum-Informations-System
Digitales Oberösterreichisches Raum-Informations-System (Sistem Digital de Informare Spațială Austria) prescurtat DORIS prezintă datele geografice despre Austria.